# Nicklas Bendtner
Nicklas “Lord” Bendtner (Kopenhagen, 16 januari 1988) is een Deens betaald voetballer die doorgaans als centrumspits speelt. Bendtner debuteerde in augustus 2006 in het Deens voetbalelftal, waarvoor hij 81 interlands speelde.

## Clubcarrière
Bendtner maakte op 25 oktober 2005 als wissel voor Quincy Owusu-Abeyie zijn debuut voor Arsenal in een wedstrijd om de League Cup. Hij werd vervolgens van augustus 2006 tot januari 2007 uitgeleend aan Birmingham City, waarvoor hij op 5 augustus 2006 in de Engelse competitie debuteerde. Als invaller maakte hij het winnende doelpunt tegen Colchester United. Arsenal-coach Arsène Wenger liet Bendtner tot het eind van het seizoen spelen bij Birmingham. Daarmee promoveerde hij toen naar de Premier League.
In zijn eerste wedstrijd in het Emirates Stadium van Arsenal scoorde Bendtner en gaf hij een assist. Dit was voor de Emirates Cup, een vriendschappelijk toernooi voorafgaand aan het seizoen. Zijn eerste officiële doelpunt voor Arsenal maakte hij op 25 september 2007 tegen Newcastle United in een wedstrijd om de Carling Cup (2–0 winst). Op 23 oktober 2007 scoorde Bendtner voor het eerst in de Champions League, in de met 7–0 gewonnen thuiswedstrijd tegen Slavia Praag. Op 22 december 2007 maakte Bendtner voor het eerst een doelpunt in de Premier League, in de met 2–1 gewonnen wedstrijd tegen Tottenham. Op 6 januari 2008 was hij voor het eerst trefzeker in de FA Cup in de met 2–0 gewonnen wedstrijd tegen Burnley. Bendtner kreeg in de van Tottenham Hotspur FC verloren halve finale voor de League Cup van 22 januari 2008 ruzie met medespeler Emmanuel Adebayor. De Engelse voetbalbond wilde aanvankelijk een onderzoek hiernaar instellen, maar zag daar later van af. Na verhuurperiodes bij Sunderland en Juventus tekende Bendtner in de zomer van 2014 een driejarig contract bij VfL Wolfsburg. Dat lijfde hem transfervrij in. Bendtner won in het seizoen 2014/15 de DFB-Pokal met de club, maar de samenwerking werd niet wat Wolfsburg ervan hoopte. Hoewel zijn contract eigenlijk nog een jaar doorliep, gingen Wolfsburg en Bendtner in april 2016 per direct uit elkaar. In september 2016 ging hij voor Nottingham Forest spelen.
Hij verruilde Rosenborg BK in september 2019 voor FC Kopenhagen.
In november 2018 werd Bendtner voor 50 dagen in gevangenschap gezet. Dit omdat de Deense aanvaller een taxichauffeur had mishandeld. Medio 2020 sloot hij aan bij het veteranenteam van Tårnby FF.

## Clubstatistieken
| Seizoen | Club              | Land                | Competitie     | Competitie | Competitie | Beker | Beker | Internationaal | Internationaal | Totaal | Totaal |
| Seizoen | Club              | Land                | Competitie     | Wed.       | Dlp.       | Wed.  | Dlp.  | Wed.           | Dlp.           | Wed.   | Dlp.   |
| ------- | ----------------- | ------------------- | -------------- | ---------- | ---------- | ----- | ----- | -------------- | -------------- | ------ | ------ |
| 2005/06 | Arsenal FC        | Vlag van Engeland   | Premier League | 0          | 0          | 3     | 0     | 0              | 0              | 3      | 0      |
| 2006/07 | → Birmingham City | Vlag van Engeland   | Championship   | 42         | 11         | 4     | 1     | —              | —              | 46     | 12     |
| 2007/08 | Arsenal FC        | Vlag van Engeland   | Premier League | 27         | 5          | 7     | 2     | 6              | 2              | 40     | 9      |
| 2008/09 | Arsenal FC        | Vlag van Engeland   | Premier League | 31         | 9          | 7     | 4     | 12             | 3              | 50     | 16     |
| 2009/10 | Arsenal FC        | Vlag van Engeland   | Premier League | 23         | 6          | 1     | 1     | 7              | 5              | 31     | 12     |
| 2010/11 | Arsenal FC        | Vlag van Engeland   | Premier League | 17         | 2          | 10    | 7     | 5              | 0              | 32     | 9      |
| 2011/12 | Arsenal FC        | Vlag van Engeland   | Premier League | 1          | 0          | 0     | 0     | 0              | 0              | 1      | 0      |
| 2011/12 | → Sunderland      | Vlag van Engeland   | Premier League | 28         | 8          | 2     | 0     | —              | —              | 30     | 8      |
| 2012/13 | → Juventus FC     | Vlag van Italië     | Serie A        | 9          | 0          | 1     | 0     | 1              | 0              | 11     | 0      |
| 2013/14 | Arsenal FC        | Vlag van Engeland   | Premier League | 9          | 2          | 3     | 0     | 2              | 0              | 14     | 2      |
| 2014/15 | VfL Wolfsburg     | Vlag van Duitsland  | Bundesliga     | 18         | 1          | 2     | 0     | 8              | 4              | 28     | 5      |
| 2015/16 | VfL Wolfsburg     | Vlag van Duitsland  | Bundesliga     | 13         | 2          | 2     | 2     | 4              | 0              | 19     | 4      |
| 2016/17 | Nottingham Forest | Vlag van Engeland   | Championship   | 15         | 2          | 2     | 0     | —              | —              | 17     | 2      |
| 2017    | Rosenborg BK      | Vlag van Noorwegen  | Eliteserien    | 29         | 19         | 3     | 0     | 12             | 4              | 44     | 23     |
| 2018    | Rosenborg BK      | Vlag van Noorwegen  | Eliteserien    | 23         | 5          | 3     | 4     | 11             | 3              | 37     | 12     |
| 2019    | Rosenborg BK      | Vlag van Noorwegen  | Eliteserien    | 5          | 0          | 0     | 0     | 0              | 0              | 5      | 0      |
| 2019/20 | FC Kopenhagen     | Vlag van Denemarken | Superligaen    | 6          | 0          | 1     | 1     | 1              | 0              | 8      | 1      |
| Totaal  | Totaal            | Totaal              | Totaal         | 296        | 72         | 51    | 22    | 69             | 21             | 416    | 115    |

## Interlandcarrière
Bendtner werd Deens voetballer onder 17 van het jaar in 2004. Op het Europees kampioenschap onder 21 in 2006 was hij de jongste geselecteerde speler. Hij verving Morten Rasmussen als basisspeler in de ploeg van bondscoach Flemming Serritslev, maar moest die later weer voor laten gaan.
Bendtner maakte op 16 augustus 2006 op achttienjarige leeftijd zijn debuut in het Deens voetbalelftal. Denemarken won mede door een doelpunt van hem met 2–0 van Polen. In het kwalificatietoernooi voor het Europees kampioenschap voetbal 2008 was Bendtner een vaste waarde in het nationaal elftal van Denemarken. Twee jaar later nam bondscoach Morten Olsen hem ook mee naar het wereldkampioenschap voetbal 2010. Op het wereldkampioenschap was Bendtner basisspeler in alle drie de groepswedstrijden die de Denen speelden. In de met 2–1 gewonnen wedstrijd tegen Kameroen maakte hij de 1–1.
Bendtner nam met Denemarken deel aan het Europees kampioenschap voetbal 2012 in Polen en Oekraïne, waar de selectie van Olsen in de groepsfase werd uitgeschakeld. Op de 1–0 overwinning op Nederland volgden nederlagen tegen Portugal (2–3) en Duitsland (1–2), waardoor de Denen als derde eindigden in groep B. Bendtner maakte twee doelpunten in het groepsduel tegen de Portugezen. Tijdens de EK-eindronde kreeg hij een boete van de UEFA van 100.000 euro en een schorsing van één duel. Aanleiding was het feit dat de spits na een van zijn twee doelpunten tegen Portugal (de bovenband van) zijn onderbroek toonde met daarop de naam van een Iers gokbedrijf. Volgens de UEFA was er sprake van ongeoorloofd reclame maken. Bendtner claimde dat hij de onderbroek van een vriend had gekregen en dat het kledingstuk geluk moest brengen. Hij ging in beroep tegen de straf.
Bendtner ontbrak in de Deense selectie voor het WK voetbal 2018. Hij bleef thuis vanwege een blessure. Hij raakte in de Noorse competitie geblesseerd tijdens het competitieduel van  zijn club Rosenborg BK tegen SK Brann Bergen.
| Interlanddoelpunten Alle duels bezien vanuit Deens perspectief | Interlanddoelpunten Alle duels bezien vanuit Deens perspectief | Interlanddoelpunten Alle duels bezien vanuit Deens perspectief | Interlanddoelpunten Alle duels bezien vanuit Deens perspectief | Interlanddoelpunten Alle duels bezien vanuit Deens perspectief | Interlanddoelpunten Alle duels bezien vanuit Deens perspectief | Interlanddoelpunten Alle duels bezien vanuit Deens perspectief |
| №                                                              | Datum                                                          | Locatie                                                        | Tegenstander                                                   | Score                                                          | Uitslag                                                        | Competitie                                                     |
| -------------------------------------------------------------- | -------------------------------------------------------------- | -------------------------------------------------------------- | -------------------------------------------------------------- | -------------------------------------------------------------- | -------------------------------------------------------------- | -------------------------------------------------------------- |
| 1.                                                             | 16 augustus 2006                                               | Odense                                                         | Polen                                                          | 1–0                                                            | 2–0                                                            | Oefeninterland                                                 |
| 2.                                                             | 1 september 2006                                               | Kopenhagen                                                     | Portugal                                                       | 4–2                                                            | 4–2                                                            | Oefeninterland                                                 |
| 3.                                                             | 28 maart 2007                                                  | Duisburg                                                       | Duitsland                                                      | 1–0                                                            | 1–0                                                            | Oefeninterland                                                 |
| 4.                                                             | 17 november 2007                                               | Belfast                                                        | Noord-Ierland                                                  | 1–0                                                            | 1–2                                                            | EK-kwalificatie                                                |
| 5.                                                             | 21 november 2007                                               | Kopenhagen                                                     | IJsland                                                        | 1–0                                                            | 3–0                                                            | EK-kwalificatie                                                |
| 6.                                                             | 26 februari 2008                                               | Nova Gorica                                                    | Slovenië                                                       | 2–1                                                            | 2–1                                                            | Oefeninterland                                                 |
| 7.                                                             | 26 maart 2008                                                  | Herning                                                        | Tsjechië                                                       | 1–0                                                            | 1–1                                                            | Oefeninterland                                                 |
| 8.                                                             | 10 september 2008                                              | Lissabon                                                       | Portugal                                                       | 1–1                                                            | 3–2                                                            | WK-kwalificatie                                                |
| 9.                                                             | 5 september 2009                                               | Kopenhagen                                                     | Portugal                                                       | 1–0                                                            | 1–1                                                            | WK-kwalificatie                                                |
| 10.                                                            | 9 september 2009                                               | Tirana                                                         | Albanië                                                        | 1–0                                                            | 1–1                                                            | WK-kwalificatie                                                |
| 11.                                                            | 3 maart 2010                                                   | Wenen                                                          | Oostenrijk                                                     | 1–1                                                            | 1–2                                                            | Oefeninterland                                                 |
| 12.                                                            | 19 juni 2010                                                   | Pretoria                                                       | Kameroen                                                       | 1–1                                                            | 2–1                                                            | WK voetbal 2010                                                |
| 13.                                                            | 7 september 2011                                               | Kopenhagen                                                     | Noorwegen                                                      | 1–0                                                            | 2–0                                                            | EK-kwalificatie                                                |
| 14.                                                            | 7 september 2011                                               | Kopenhagen                                                     | Noorwegen                                                      | 2–0                                                            | 2–0                                                            | EK-kwalificatie                                                |
| 15.                                                            | 11 oktober 2011                                                | Kopenhagen                                                     | Portugal                                                       | 2–0                                                            | 2–1                                                            | EK-kwalificatie                                                |
| 16.                                                            | 11 november 2011                                               | Kopenhagen                                                     | Zweden                                                         | 1–0                                                            | 2–0                                                            | Oefeninterland                                                 |
| 17.                                                            | 15 november 2011                                               | Esbjerg                                                        | Finland                                                        | 2–1                                                            | 2–1                                                            | Oefeninterland                                                 |
| 18.                                                            | 26 mei 2012                                                    | Hamburg                                                        | Brazilië                                                       | 1–3                                                            | 1–3                                                            | Oefeninterland                                                 |
| 19.                                                            | 13 juni 2012                                                   | Lviv                                                           | Portugal                                                       | 1–2                                                            | 2–3                                                            | EK voetbal 2012                                                |
| 20.                                                            | 13 juni 2012                                                   | Lviv                                                           | Portugal                                                       | 2–2                                                            | 2–3                                                            | EK voetbal 2012                                                |
| 21.                                                            | 12 oktober 2012                                                | Sofia                                                          | Bulgarije                                                      | 1–1                                                            | 1–1                                                            | WK-kwalificatie                                                |
| 22.                                                            | 14 november 2012                                               | Istanboel                                                      | Turkije                                                        | 0–1                                                            | 1–1                                                            | Oefeninterland                                                 |
| 23.                                                            | 11 oktober 2013                                                | Kopenhagen                                                     | Italië                                                         | 1–1                                                            | 2–2                                                            | WK-kwalificatie                                                |
| 24.                                                            | 11 oktober 2013                                                | Kopenhagen                                                     | Italië                                                         | 2–1                                                            | 2–2                                                            | WK-kwalificatie                                                |
| 25.                                                            | 14 november 2014                                               | Belgrado                                                       | Servië                                                         | 1–1                                                            | 1–3                                                            | EK-kwalificatie                                                |
| 26.                                                            | 14 november 2014                                               | Belgrado                                                       | Servië                                                         | 1–3                                                            | 1–3                                                            | EK-kwalificatie                                                |
| 27.                                                            | 25 maart 2015                                                  | Kopenhagen                                                     | USA                                                            | 1–0                                                            | 3–2                                                            | Oefeninterland                                                 |
| 28.                                                            | 25 maart 2015                                                  | Kopenhagen                                                     | USA                                                            | 2–2                                                            | 3–2                                                            | Oefeninterland                                                 |
| 29.                                                            | 25 maart 2015                                                  | Kopenhagen                                                     | USA                                                            | 3–2                                                            | 3–2                                                            | Oefeninterland                                                 |

## Erelijst
| Competitie           |          |            |          |          |
| Competitie           | Aantal   | Jaren      |          |          |
| Juventus             | Juventus | Juventus   | Juventus | Juventus |
| -------------------- | -------- | ---------- | -------- | -------- |
| Kampioen Serie A     | 1x       | 2012/13    |          |          |
| Arsenal              |          |            |          |          |
| FA Cup               | 1x       | 2013/14    |          |          |
| VfL Wolfsburg        |          |            |          |          |
| DFB Pokal            | 1x       | 2014/15    |          |          |
| DFL-Supercup         | 1x       | 2015       |          |          |
| Rosenborg BK         |          |            |          |          |
| Kampioen Eliteserien | 2x       | 2017, 2018 |          |          |
| Noorse voetbalbeker  | 1x       | 2018       |          |          |
| Mesterfinalen        | 2x       | 2017, 2018 |          |          |